# سرسماد (شميل)
سرسماد (بالفارسية: سرسماد) هي قرية تقع في إيران في قسم شمیل الريفي. يقدر عدد سكانها بـ 235 نسمة بحسب إحصاء 2016.